# Ėduard Mudrik
Ėduard Nikolaevič Mudrik (in russo Эдуард Николаевич Мудрик?, traslitterazione anglosassone: Eduard Nikolayevich Mudrik; Starobilsk, 18 luglio 1939 – Mosca, 27 marzo 2017) è stato un calciatore sovietico, di ruolo difensore.